# Spruchstrafe und Tatstrafe
Die Spruchstrafe (lat. poena ferendae sententiae) und die Tatstrafe (lat. poena latae sententiae) sind die beiden grundlegenden Arten von Kirchenstrafe des Strafrechts der römisch-katholischen Kirche, das einen Bestandteil des kanonischen Rechts bildet. Der Regelfall ist die Spruchstrafe.
Der Unterschied zwischen Spruchstrafen und Tatstrafen liegt darin, dass eine Spruchstrafe ausdrücklich von einer hierfür zuständigen Stelle verhängt werden muss. In erster Instanz ist in der Regel der Diözesanbischof oder ein von diesem bestelltes Gericht zuständig; es gibt allerdings eine Reihe besonderer Zuständigkeiten anderer Instanzen, etwa des Papstes oder der Römischen Rota.
Die Tatstrafe tritt hingegen mit Begehung der Tat von selbst ein, ohne dass sie ausdrücklich verhängt werden muss. Ein Beispiel für eine Tatstrafe ist die Exkommunikation bei Anwendung physischer Gewalt gegen den Papst. Zur Rechtswirksamkeit einer Tatstrafe ist jedoch eine kirchenamtliche Feststellung notwendig, die sich von der Verhängung einer Spruchstrafe dadurch unterscheidet, dass der Eintrittszeitpunkt der Strafe nicht mit der Feststellung, sondern bereits mit der Tat beginnt.